# Bain-de-Bretagne
Bain-de-Bretagne (bretonisch: Baen-Veur) ist eine französische Gemeinde mit 7704 Einwohnern (Stand: 1. Januar 2022) im Département Ille-et-Vilaine in der Region Bretagne. Bain-de-Bretagne gehört zum Arrondissement Redon und ist der Hauptort (chef-lieu) des Kantons Bain-de-Bretagne. Die Einwohner werden Bainais genannt.

## Geographie
Bain-de-Bretagne liegt zwischen Rennes und Nantes am Fluss Semnon.

### Nachbargemeinden
Umgeben ist Bain-de-Bretagne von den Nachbargemeinden Pléchâtel im Norden, Pancé und La Bosse-de-Bretagne im Nordosten, Ercé-en-Lamée im Osten, Saint-Sulpice-des-Landes im Südosten, La Dominelais im Süden, La Noë-Blanche im Südwesten sowie Guipry-Messac mit Messac im Westen.

## Bevölkerungsentwicklung
| Jahr      | 1962  | 1968  | 1975  | 1982  | 1990  | 1999  | 2006  | 2017  |
| --------- | ----- | ----- | ----- | ----- | ----- | ----- | ----- | ----- |
| Einwohner | 3.936 | 4.468 | 4.970 | 5.241 | 5.257 | 5.516 | 6.890 | 7.331 |

## Gemeindepartnerschaften
Mit folgenden Gemeinden pflegt Bain-de-Bretagne Partnerschaften:
- Lütjenburg, Schleswig-Holstein, Deutschland
- Lerma, Kastilien und León, Spanien

## Verkehr
Durch die Gemeinde führen die Route nationale 137 sowie die frühere Route nationale 772 und 777 sowie die ehemalige Bahnstrecke Châteaubriant–Ploërmel.

## Sehenswürdigkeiten
- Großkreuz auf dem Friedhof, Monument historique seit 1908
- Château de la Robinais, Monument historique seit 1992
- Mühle von Pomméniac, Monument historique seit 1974
- Menhir de la Pierre Longue

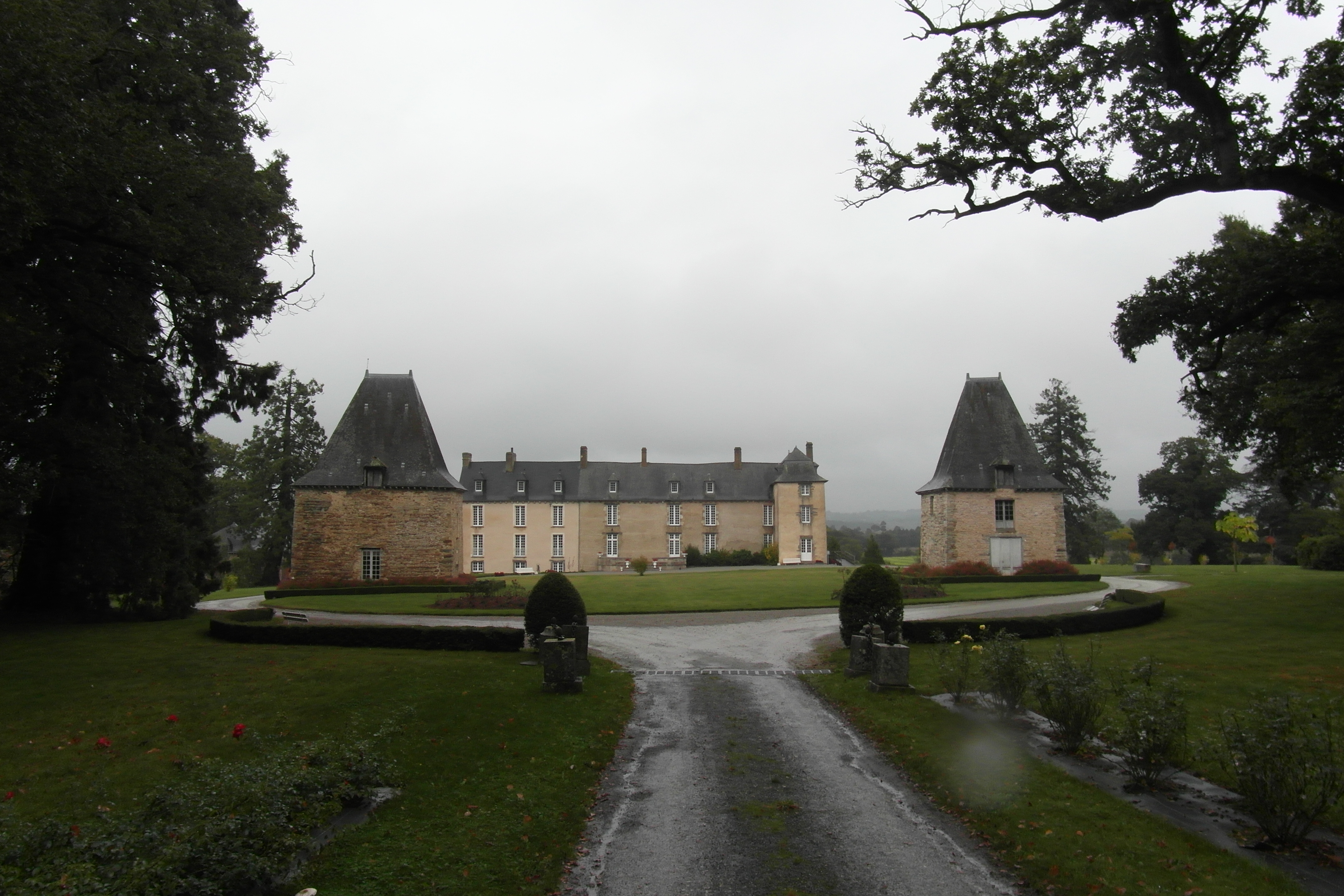
Château de la Robinais
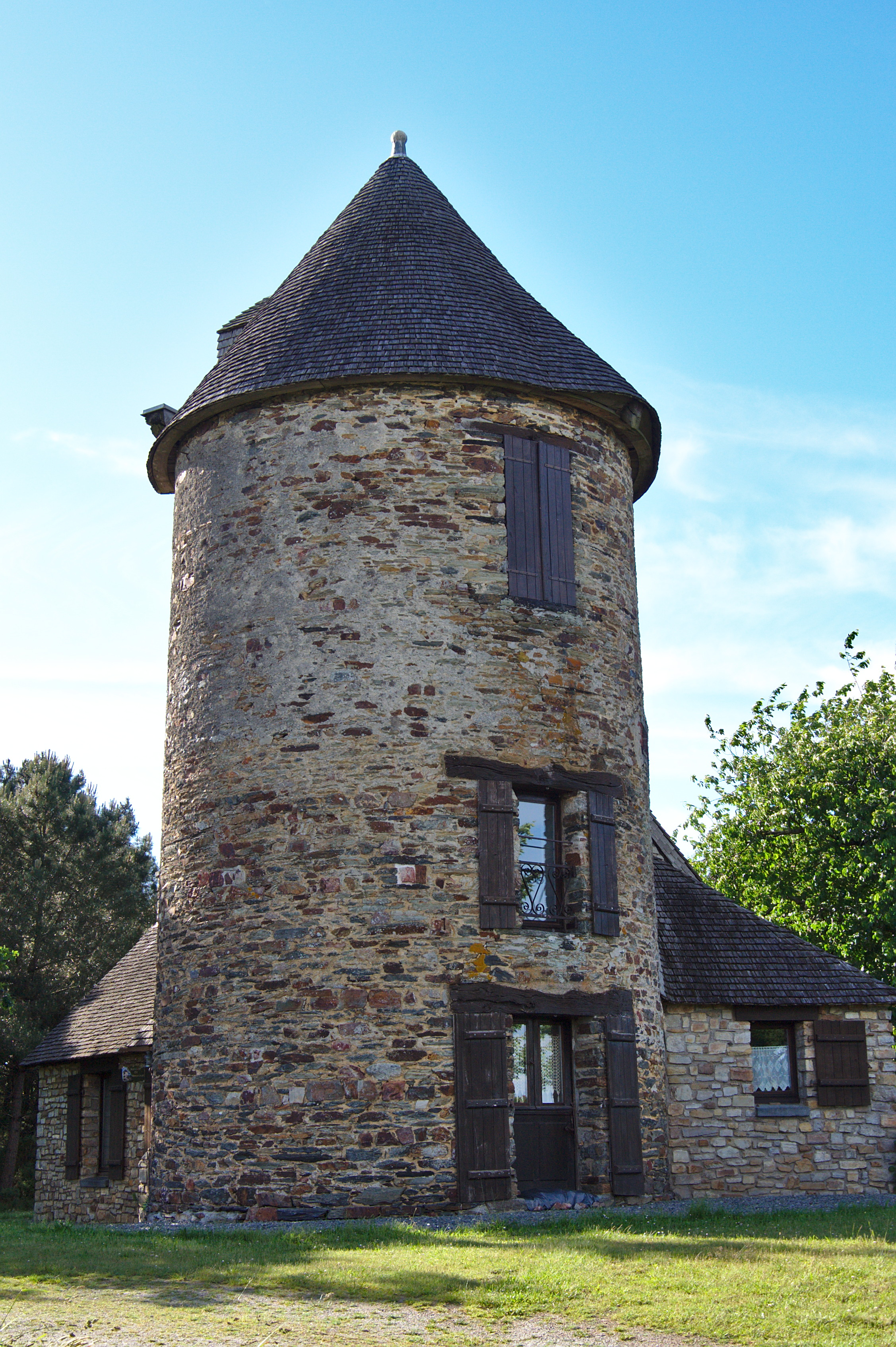
Moulin de Pomméniac
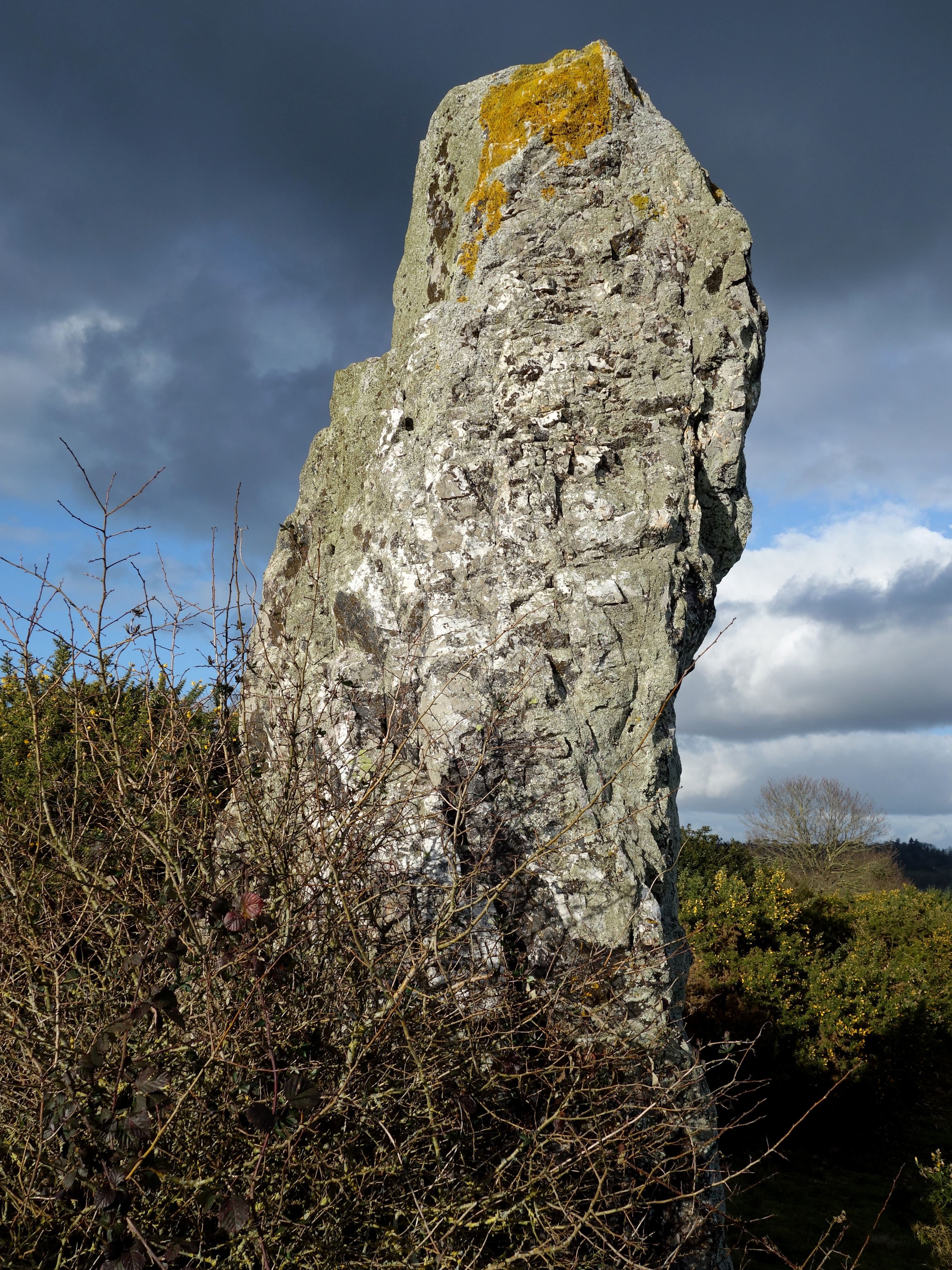
Pierre Longue